# Singularitate gravitațională
Singularitatea gravitațională este, cel puțin teoretic, un punct cu un volum ce tinde spre zero și o densitate ce tinde spre infinit. Altfel spus, este un punct de concentrație infinită și cu o forță gravitațională imensă. Se presupune că găurile negre ar avea în centrul lor o singularitate gravitațională, atrăgând prin gravitație absolut tot ce se află împrejur, inclusiv lumina. În astfel de puncte legile fizicii newtoniene nu se mai aplică.
În teoria clasică a gravitației lui Newton există posibilitatea fundamentală a unei singularități. Niciun semnal nu se poate propaga din interiorul unei singularități, dar influența gravitațională a acesteia este permanent prezentă în exterior și depinde numai de cantitatea totală de masă, de impulsul unghiular și de sarcina electrică din componența singularității. Singularitățile pot fi detectate prin influența gravitației lor puternice în imediata vecinătate.
În teoria clasică a gravității lui Newton, un argument energetic ne spune că există o viteză de evadare de la suprafața oricărui obiect.
În teoria newtoniană, gravitația este descrisă de potențial. Similar, în relativitatea generală (RG) soluția exterioară simetrică (independentă de timp), numită spațiu-timpul Schwarzschild, depinde numai de masa obiectului interior. Raza Schwarzschild în RG este raza maximă a unei suprafețe sub care lumina nu mai poate scăpa în afară. Această ”rază a orizontului” este, coincidență, aceeași ca raza critică pentru obiectele din „singularitățile” newtoniene.
Singularitățile gravitaționale în RG sunt locații în spațiu-timp unde câmpul gravitațional devine infinit. Curburile invariabile scalare ale spațiu-timpului includ o măsură a densității materiei. Unii fizicieni și filosofi consideră că, deoarece densitatea materiei tinde spre infinit în singularitate, legile spațiu-timpului nu mai sunt valabile acolo.
O singularitate gravitațională aproape unanim acceptată în astrofizică și cosmologie, ca cea mai timpurie stare a universului, este Big Bang (BB). Nici în acest caz legile cunoscute ale fizicii nu mai sunt valabile.
Relativitatea generală prezice că orice obiect care colapsează dincolo de un anumit punct (pentru stele, raza Schwarzschild) formează o GN cu o singularitate, cu o limită de acțiune definită de un orizont al evenimentelor (OE). Teoremele de singularitate ale lui Penrose-Hawking afirmă că în acest caz geodezicele se termină în singularitate.
Teoria gravitației cuantice în buclă sugerează că singularitățile nu pot exista  pentru că, datorită efectelor gravitației cuantice, există o distanță minimă dincolo de care forța de gravitație nu mai crește.
Soluția Schwarzschild la ecuațiile din RG descrie o gaură neagră (GN) ne-rotitoare, neîncărcată. În sistemele de coordonate convenabile, o parte a metricei devine infinită la OE. Într-o GN rotativă (GN Kerr) singularitatea apare pe un inel, putând să devină, teoretic, o ”gaură de vierme”. 
Un tip special de singularitate este ”singularitatea goală” care, deși este interzisă de ipoteza cenzurii cosmice, în 1991 fizicienii Stuart Shapiro și Saul Teukolsky au efectuat simulări pe calculator ale unui plan de rotație a prafului cosmic rezultând că RG ar putea permite singularități „goale”. De altfel, ipoteza cenzurii cosmice afirmă că pot exista singularități realiste (fără simetrii perfecte, materie cu proprietăți realiste) dar sunt ascunse în siguranță în spatele orizontului și astfel invizibile.
Stephen Hawking a sugerat că GN pot radia energia, conservând astfel entropia și rezolvând problemele de incompatibilitate cu a doua lege a termodinamicii. Aceasta înseamnă că GN au o viață cosmică limitată”.
Paul Townsend afirmă că singularitățile sunt o caracteristică generică a RG și inevitabile în cazul în care unui corp a trecut de-o anumită etapă și, de asemenea, la începutul unei clase largi de universuri în expansiune. În prezent se cercetează structura generică a acestor entități (de exemplu, conjuenctura BKL). Ipoteza cenzurii cosmice afirmă că toate singularitățile viitoare realiste (fără simetrii perfecte, materie cu proprietăți realiste) sunt ascunse în siguranță în spatele orizontului și astfel invizibile
În privința definiției singularităților există un dezacord net: deși modifică geometria locală, apar dificultăți în a vorbi de ele ca despre un lucru care se găsește într-o anumită locație în spațiu-timp, motiv pentru care unii fizicieni și filosofi propun să se vorbească de ”spațiu-timpuri singulare” în loc de ”singularități”. Cele mai importante definiții se referă fie la căi incomplete, fie la ideea ”punctelor lipsă” din spațiu-timp, fie o idee care combină cele două concepte de mai sus, respectiv a unei structuri singulare cu comportament ”patologic” (deformarea spațiu-timpului care se manifestă el însuți ca un câmp gravitațional).

## Găuri negre
Găurile negre ridică unele aspecte conceptuale. Deși sunt regiuni ale spațiu-timpului, GN sunt și entități termodinamice, cu o temperatură și o entropie; iar evoluția GN este aparent în conflict cu fizica cuantică standard, deoarece exclude creșterea entropiei. 
În centrul unei GN din RG se află o singularitate gravitațională, o regiune în care curbura spațiu-timp devine infinită. Singularitatea conține toată masa GN, rezultând o densitate infinită. În cazul unei găuri negre încărcate (Reissner-Nordström) sau rotative (Kerr), este posibilă evitarea singularității, dar apare posibilitatea ipotetică de a ieși din GN într-un spațiu-timp diferit, GN acționând ca o gaură de vierme, și deci posibilitatea de a călători într-un alt univers sau în timp. Droz consideră această posibilitate doar teoretică, deoarece orice perturbare ar distruge această posibilitate. Posibilitatea existenței curbele închise în timp în jurul singularității Kerr duce la probleme de cauzalitatea precum  paradoxul bunicului.
Conform lui Kerr, în prezent majoritatea cercetătorilor din domeniu consideră că nu există niciun obstacol în calea formării unui OE al GN. Penrose a demonstrat inevitabilitatea singularităților în anumite condiții. Soluția Kerr, teorema fără păr și legile termodinamicii GN au arătat că proprietățile fizice ale GN erau simple și inteligibile.
GN de masă stelară se formează din colapsul gravitațional al stelelor grele. O altă teorie este a GN timpurii după colapsul stelelor în universul timpuriu, iar GN supermassive s-ar fi putut forma din prăbușirea directă a norilor de gaz din universul timpuriu.
Pe 14 septembrie 2015, observatorul LIGO a observat existența undelor gravitationale din fuziunea a două GN, aceasta fiind cea mai concretă dovadă a existenței GN până în prezent. La 15 iunie 2016, a fost anunțată o a doua detectare a unui eveniment de undă gravitațională din GN care se ciocnesc. În aprilie 2018, LIGO a observat șase evenimente de undă gravitațională care au provenit din fuzionarea GN.

### Orizontul evenimentelor

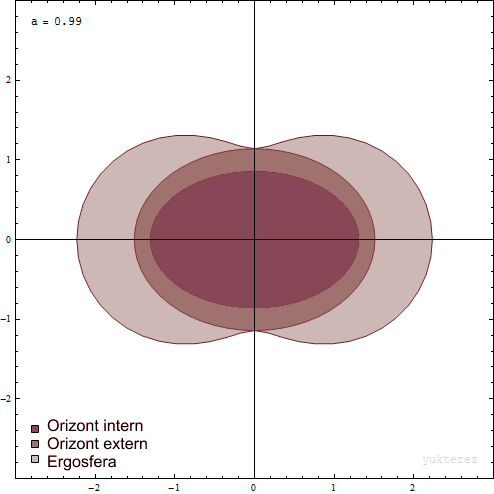
Ergosfera și orizontul evenimentelor ale unei găuri negre rotative

Caracteristica definitorie a unei GN este apariția unui orizont de evenimente (OE) – o limită în spațiu prin care materia și lumina pot trece numai într-un singur sens, spre interior spre masa găurii negre.
Suprafața OE se găsește la raza Schwarzschild pentru un corp care nu se rotește, care este proporțională cu masa sa. Masa minimă necesară pentru ca o stea să se poată prăbuși dincolo OE este limita Tolman-Oppenheimer-Volkoff, care este de aproximativ trei mase solare. Astronomii pot detecta numai discurile de acumulare în jurul găurilor negre, unde materia se mișcă cu o viteză atât de mare încât fricțiunea creează radiații de înaltă energie care pot fi detectate. De asemenea, unele materii din aceste discuri de acumulare sunt forțate să curgă de-a lungul axelor spinului GN, creând jeturi vizibile când acestea interacționează cu materia.
Conceptul de masă în RG este o problemă, întrucât teoria nu oferă o definiție unică a termenului , ci mai multe definiții diferite ( energia Hawking, energia Geroch, impulsul energetic cvasi-local Penrose, stc.) aplicabile în circumstanțe diferite. Practic, este imposibil să se găsească o definiție generală a masei totală a sistemului (sau energiee) în RG, întrucât „energia câmpului gravitațional” nu face parte din tensorul energie-impuls. Se speră ca pe viittor să se folosească o masă cvasi-locală definită adecvat pentru a da o formulare mai precisă inegalității Penrose pentru găurile negre (care leagă masa GN cu orizontul) și pentru a găsi o versiune cvasi-locală a legilor mecanicii găurilor negre.

## Big Bang
Teoria Big Bang (BB) în cosmologie explică formarea universului, și expansiunea acestuia dintr-o stare inițială de densitate și temperatură foarte ridicate. BB explică o gamă largă de fenomene, inclusiv abundența elementelor ușoare, fondul cosmic de microunde, structura la scară largă și legea lui Hubble. Practic BB este o singularitate inițială, „nașterea” universului.
Problema este că, deși aceste rezultate stabilesc existența unei singularități inițiale, ele nu oferă prea multe informații despre structura sa. Există rezultate parțiale pentru clasele restricționate de soluții, de exemplu simulările numerice, dar imaginea rezultată a singularității inițiale contrastează cu cea din modelele FLRW. De asemenea, este posibil să existe singularități non-scalare.
Referitor la momentul zero al Big Bang, John Heil întreabă: „Ce anume nu este nimic? Ce nu ar fi nimic?” Heil sugerează că răspunsul depinde de modul în care înțelegem Big Bang-ul. Bruce Reichenbach afirmă că, daca inversam directia vederii noastre si privim inapoi in timp, descoperim că universul atinge o stare de compresie unde densitatea și forța gravitațională sunt infinite. Această singularitate unică constituie începutul universului – materie, energie, spațiu, timp și toate legile fizice. Devreme ce Big Bang-ul inițiază însăși legile fizicii, nu se poate aștepta nici o explicație științifică sau fizică a acestei singularități. Având în vedere RG, Big Bang-ul nu este un eveniment. Un eveniment are loc într-un context spațiu-timp. Dar Big Bang nu are acest context. Prin urmare, Big Bang-ul nu poate fi considerat un eveniment fizic care apare la un moment dat. Grünbaum susține această poziție argumentând că evenimentele pot rezulta numai din alte evenimente: ”Deoarece singularitatea Big Bang este din punct de vedere tehnic non-event, și t = 0 nu este un moment bona fide de apariție a acestuia, singularitatea nu poate fi efectul niciunei cauze în caz de cauzalitate a evenimentului sau de cauzalitate a agentului … singularitatea t = 0 nu poate avea o cauză.
Silk propune eliminarea obiecției lui Grünbaum prin extinderea noțiunii de „eveniment” eliminând cerința că trebuie să fie relațională, într-un context spațiu-timp. În Big Bang, universul spațiu-timp începe și continuă să existe în timp măsurabil după singularitate inițială. Astfel, se poate considera Big Bang fie ca fiind evenimentul inceperii universului, sau ca o stare in care „orice doua puncte din universul observabil au fost in mod arbitrar apropiate impreuna”.
Pe baza logicii lui Grünbaum că singularitatea Big Bang nu este un eveniment, Bruce Reichenbach raționează că, întrucât evenimentele apar numai din alte evenimente, evenimente ulterioare Big Bang-ului nu pot fi efectul acelei singularități, rezultândcă nu există evenimente, ceea ce este absurd.

## Există singularități?
Nu există o definiție larg acceptată a singularității. Fizica ar trebui să dicteze ce definiție a singularității să se folosească, deși pot co-exista fără probleme multiple definiții.
Erik Curiel, și Peter Bokulich pun problema a ceea ce ar însemna să se atribuie „existență” unei structuri singulare sub oricare dintre posibilitățile disponibile. Ei analizează posibilitatea existenței căilor incomplete într-un spațiu-timp maximal relativist în un punct al spațiului, unde calea ar putea fi extinsă prin trecerea prin acel punct. Oricum ei iau în considerare faptul că, dacă e vorba de un eșec în concepțiilor noastre despre o singularitate spațială, eșecul nu se află în spațiul cosmic al lumii actuale, ci mai degrabă în descrierea teoretică a spațiu-timpului.
Undele gravitaționale sunt perturbații în curbura spațiu-timpului generate de masele accelerate, prezise de Einstein (propagarea cu viteza luminii a schimbărlor curbelor spațiu-timp datorită obiectelor aflate în mișcare accelerată). Distanțele dintre obiecte cresc și scad ritmic, pe măsură ce trece unda, la o frecvență corespunzătoare celei a undei. Undele gravitaționale transportă energia ca radiație gravitațională. Sistemele de stele neutronice binare, se presupune a fi o sursă puternică de unde gravitaționale în timpul fuzionării lor, datorită accelerației foarte mari a maselor lor.
Undele gravitaționale permit observarea fuziunii GN și, eventual, a altor obiecte exotice în Universul îndepărtat.
În geometria spațiu-timp, modelele FLRW cu materie obișnuită au o singularitate într-un timp finit în trecut. Teoremele de singularitate stabilesc că existența unei singularități inițiale este robustă: mai degrabă decât să fie caracteristici specifice modelelor FLRW sau alte modele extrem de simetrice, singularitățile sunt generice în modele care satisfac ipoteze fizice plauzibile.
Teoremele de singularitate dovedite în anii ’60 arată că universul este finit în trecut într-o clasă largă de modele cosmologice. Singularitățile trecute, semnalate de existența unor geodezii inextensibile cu lungime limitată, trebuie să fie prezente în modele cu un număr de caracteristici plauzibile. Intuitiv, extrapolând înapoi de la prezent, o geodezică inextensibilă ajunge, într-o distanță finită, la o margine dincolo de care nu poate fi extinsă. Nu există un „timp cosmic” definit în mod unic, dar lungimea maximă a acestor curbe reflectă epoca finită a universului. Teoremele de singularitate se aplică plauzibil universului observat, în domeniul aplicabilității relativității generale.